# Carl Gustaf Rothelius
Carl Gustaf Rothelius, född 6 oktober 1881 i Stockholm, död 2 oktober 1953, var en svensk industriman. Han var far till Carl Hugo Rothelius.
Rothelius genomgick Schartaus handelsinstitut 1898–99, anställdes hos firman Wilhelm H. Kempe 1900, hos Ljusne-Woxna AB 1907, blev disponent 1940 och verkställande direktör 1941–48. Han var statens representant i Träforskningsinstitutet från 1942. Han var även ledamot av Söderala landskommuns folkskolstyrelse, av kyrkofullmäktige och länsstyrelsen i Gävleborgs läns ombud i Hälsinglands sydöstra vägdistrikt. Han var styrelseledamot i Ljusne-Woxna AB, Ströms Bruks AB och Svenska wallboardföreningen.  